# Corneville-la-Fouquetière
Corneville-la-Fouquetière är en kommun i departementet Eure i regionen Normandie i norra Frankrike. Kommunen ligger i kantonen Bernay-Est som tillhör arrondissementet Bernay. År 2022 hade Corneville-la-Fouquetière 123 invånare.

## Befolkningsutveckling
Antalet invånare i kommunen Corneville-la-Fouquetière
Referens:INSEE